# La Barrière (Gauguin)
Pour les articles homonymes, voir La Barrière.
La Barrière – ou La Gardeuse de porcs – est un tableau réalisé par le peintre français Paul Gauguin en 1889. De format vertical, cette huile sur toile est un paysage qui représente un enclos au Pouldu, un village côtier de la commune de Clohars-Carnoët, dans le Finistère. Sa composition place au premier plan la clôture qui donne son titre à la peinture, au plan médian une femme assise sous un arbre devant des maisons et dans le lointain, à gauche, l'océan. L'œuvre est conservée depuis 1981 à la Kunsthaus de Zurich, en Suisse.
La barrière représentée apparaît également dans le tableau de Paul Sérusier intitulé La Barrière fleurie, qui se trouve à présent au musée d'Orsay, à Paris.

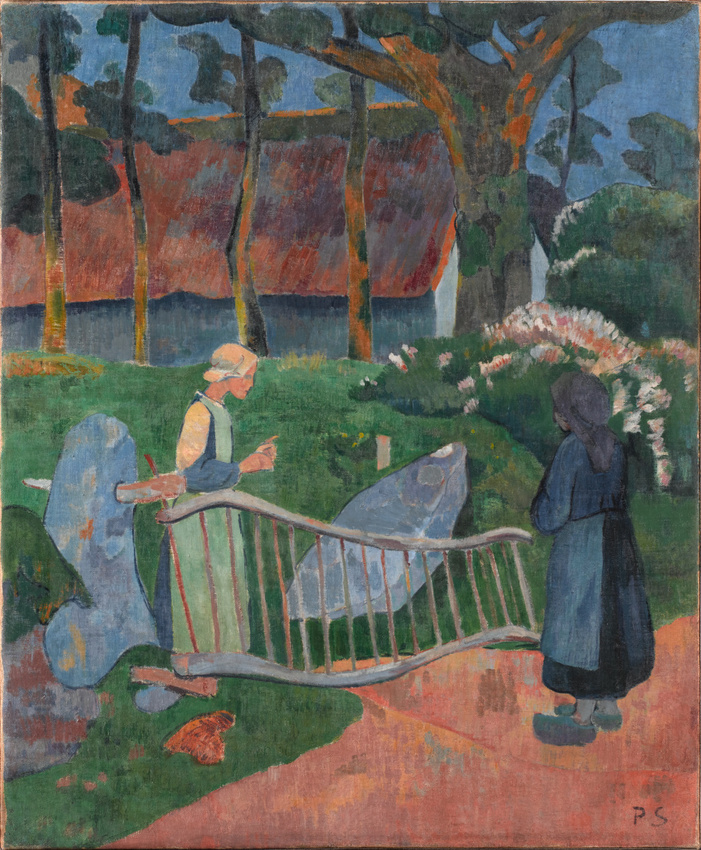
Paul Sérusier, La Barrière fleurie, 1889 – Musée d'Orsay, Paris.